# 1740 Paavo Nurmi
Paavo Nurmi (asteroide 1740) é um asteroide da cintura principal, a 1,9950626 UA. Possui uma excentricidade de 0,1910365 e um período orbital de 1 414,58 dias (3,87 anos).
Paavo Nurmi tem uma velocidade orbital média de 18,96613893 km/s e uma inclinação de 2,00064º.
Este asteroide foi descoberto em 18 de Outubro de 1939 por Yrjö Väisälä.
O seu nome é uma homenagem ao atleta finlandês Paavo Nurmi.